# Isabella Guanzini

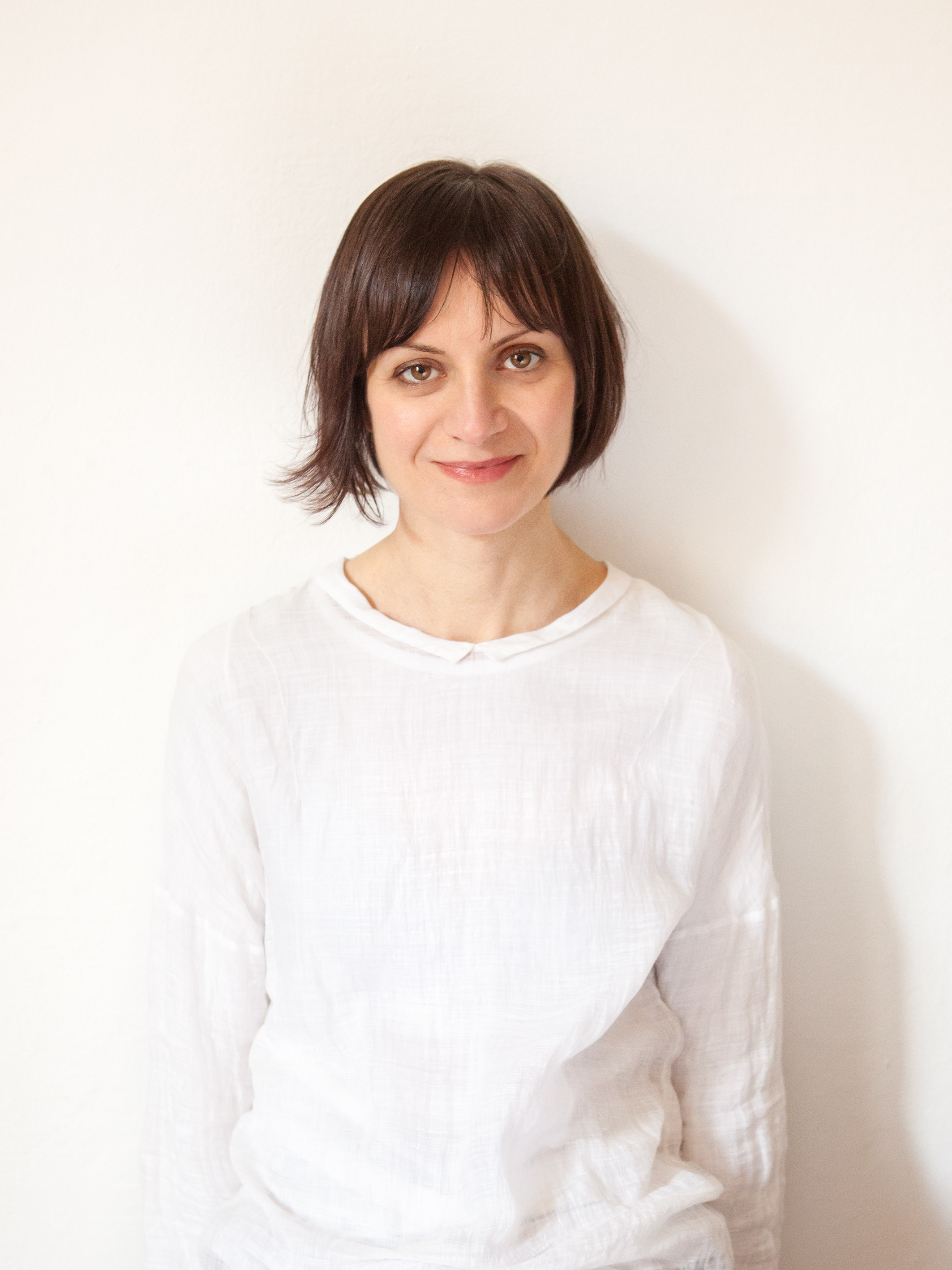
Isabella Guanzini (2016)

Isabella Guanzini (* 1973 in Cremona) ist eine italienische Theologin und Hochschullehrerin für Fundamentaltheologie.

## Leben
Guanzini studierte Philosophie und Theologie in Mailand und promovierte 2012 im Fach Fundamentaltheologie an der Universität Wien und 2013 im Fach Philosophie (Humanistische Studien) in Mailand.
Von 2000 bis 2009 unterrichtete sie als Lehrerin für Philosophie und Sozialwissenschaften am Liceo Statale Maffeo Vegio in Lodi. Von 2007 bis 2013 arbeitete sie als Dozentin für zeitgenössische Philosophie und Philosophische Theologie am Institut für Religionswissenschaften in Crema.
Seit 2009 ist sie Dozentin für Philosophie und dann auch für Fundamentaltheologie an der Theologischen Fakultät von Norditalien in Mailand und Lektorin für Ästhetik an der Università Cattolica del Sacro Cuore in Mailand.
Von 2013 bis 2016 war Isabella Guanzini an der Universität Wien beschäftigt und zwar als wissenschaftliche Managerin der interdisziplinären Forschungsplattform  Religion and Transformation in Contemporary European Society der Universität Wien sowie als Dozentin für Fundamentaltheologie an der Katholisch-Theologischen Fakultät und als Dozentin für Christliche Theologien für das Masterstudium Islamische Religionspädagogik.
Von 2016 bis 2019 war sie Universitätsprofessorin für Fundamentaltheologie und Leiterin des Instituts für Fundamentaltheologie an der Universität Graz. Seit September 2019 ist Isabella Guanzini Universitätsprofessorin für Fundamentaltheologie an der KU-Linz.
Ihre Forschungsschwerpunkte sind Theologie in den Kontexten der Gegenwart, säkulare Übersetzungen christlicher Kategorien, Religionsphilosophie, Christentum und Ästhetik und Christentum und Psychoanalyse.

## Veröffentlichungen (Auswahl)
Monografien
- Lo spirito è un osso. Postmodernità, materialismo e teologia in Slavoj Zizek, 2010, ISBN 978-88-308-1045-7
- Il giovane Hegel e Paolo. L'amore fra politica e messianismo, 2013, ISBN 978-88-343-2640-4
- Anfang und Ursprung. Massimo Cacciari und Hans Urs von Balthasar, aus dem Italienischen von Bettina Müller Renzoni, 2016, ISBN 3-7917-2778-8
- Zärtlichkeit. Eine Philosophie der sanften Macht, aus dem Italienischen von Grit Fröhlich und Ruth Karzel, 2019, ISBN 9783406731228
- (mit Kurt Appel) Il neognosticismo, 2019, ISBN 978-88-922-1783-6